# Songs of Experience
Songs of Experience – czternasty studyjny album grupy U2, który oficjalnie został wydany 1 grudnia 2017 roku.
Album ten jest towarzyszem poprzedniego albumu U2 – Songs of Innocence.
Podczas gdy jego poprzednik badał dorastanie członków grupy w Irlandii w latach 70., Songs of Experience tematycznie będzie zbiorem listów pisanych przez wiodącego wokalistę Bono do ludzi i miejsc najbliżej jego serca. Osobista natura tekstów odzwierciedla „pędzel ze śmiertelnością”, który miał podczas nagrywania albumu.
Prace nad Songs of Experience rozpoczęły się tuż po zakończeniu nagrań na poprzednią płytę, ale tak naprawdę przybrały na sile, kiedy wokalista U2 uległ wypadkowi rowerowemu i poturbowany musiał zrezygnować z występów.
Grupa planowała wydać ten album w czwartym kwartale zeszłego roku, ale po zmianie polityki globalnej w konserwatywnym kierunku, podkreślonym przez brytyjskie referendum, Brexit i wybory prezydenckie w USA, zdecydowali się zawiesić wydanie płyty. W związku z tym Bono przerobił swoje teksty na bardziej polityczne. Z dodatkowym czasem zespół skupił się na znajdowaniu aranżacji utworów.
W utworze „Get Out of Your Own Way” gościnnie pojawił się Kendrick Lamar, a w utworze „Summer of Love” w chórkach pojawiła się Lady Gaga.
Album w Polsce uzyskał certyfikat złotej płyty.

## Spis utworów
1. „Love Is All We Have left" – 2:41
2. „Lights of Home” – 4:16
3. „You’re the Best Thing About Me” – 3:45
4. „Get Out of Your Own Way” – 3:58
5. „American Soul” – 4:21
6. „Summer of Love” – 3:24
7. „Red Flag Day” – 3:19
8. „The Showman (Little More Better)” – 3:23
9. „The Little Things That Give You Away” – 4:55
10. „Landlady” – 4:01
11. „The Blackout” – 4:45
12. „Love Is Bigger Than Anything in Its Way” – 4:00
13. „13 (There Is a Light)” – 4:19

### Edycja Deluxe
1. „Ordinary Love” (Extraordinary Mix) – 3:47
2. „Book of Your Heart” – 3:55
3. „Lights of Home” (St Peter’s String Version) – 4:33
4. „You’re the Best Thing About Me” (U2 vs. Kygo) – 4:16

## Autorzy
- Bono – wokal
- The Edge – gitara, klawisze, wokal wspomagający
- Adam Clayton – gitara basowa
- Larry Mullen Jr. – perkusja